# Ursula Marvin
Pour les articles homonymes, voir Marvin.
Ursula Bailey Marvin (née le 20 août 1921 et décédée le 12 février 2018), était une géologue planétaire américaine et auteure qui a travaillé pour le Smithsonian Astrophysical Observatory.
Elle a remporté le prix Women in Science and Engineering Lifetime Achievement Award de 1997. En 1986, la Société américaine de géologie lui a décerné son prix d'histoire de géologie. Elle a également remporté la médaille Sue Tyler Friedman (en) en 2005 et Marvin Nunatak de l'Antarctique est nommé en son honneur. En 2012, la Meteoritical Society lui a décerné le Service Award, en partie pour son travail d'enregistrement de l'histoire orale des météoriticiens,. L'astéroïde (4309) Marvin est nommé en son honneur, tout comme le cratère Marvin (en) sur la Lune, situé près du pôle sud lunaire,.

## Jeunesse et éducation
Ursula Bailey est née à Bradford, dans le Vermont le 20 août 1921, de Harold Leslie Bailey et d'Alice M. Bailey,. Son enfance près des Montagnes Blanches du New Hampshire, où, comme elle l'a rappelé en 1997, les couchers de soleil « brillaient d'une rémanence rose-violette », lui a inspiré l'amour du plein air, mais ne l'a pas fait, au début. , suscitent un intérêt pour la géologie. Pendant ses études d'histoire à l'université Tufts, elle a suivi un cours de géologie pour répondre à ses exigences scientifiques et a été choisie par ce sujet. Elle a demandé à son professeur de géologie de changer de spécialisation en géologie, mais il a refusé (il lui a dit qu'elle devrait apprendre à cuisiner), alors elle a ajouté des cours de géologie, de mathématiques et de physique à son emploi du temps. Elle a obtenu un baccalauréat en histoire de l'université Tufts en 1943. Elle a ensuite fréquenté l'Université Harvard-Radcliffe, obtenant une maîtrise en géologie en 1946.

## Carrière et recherche

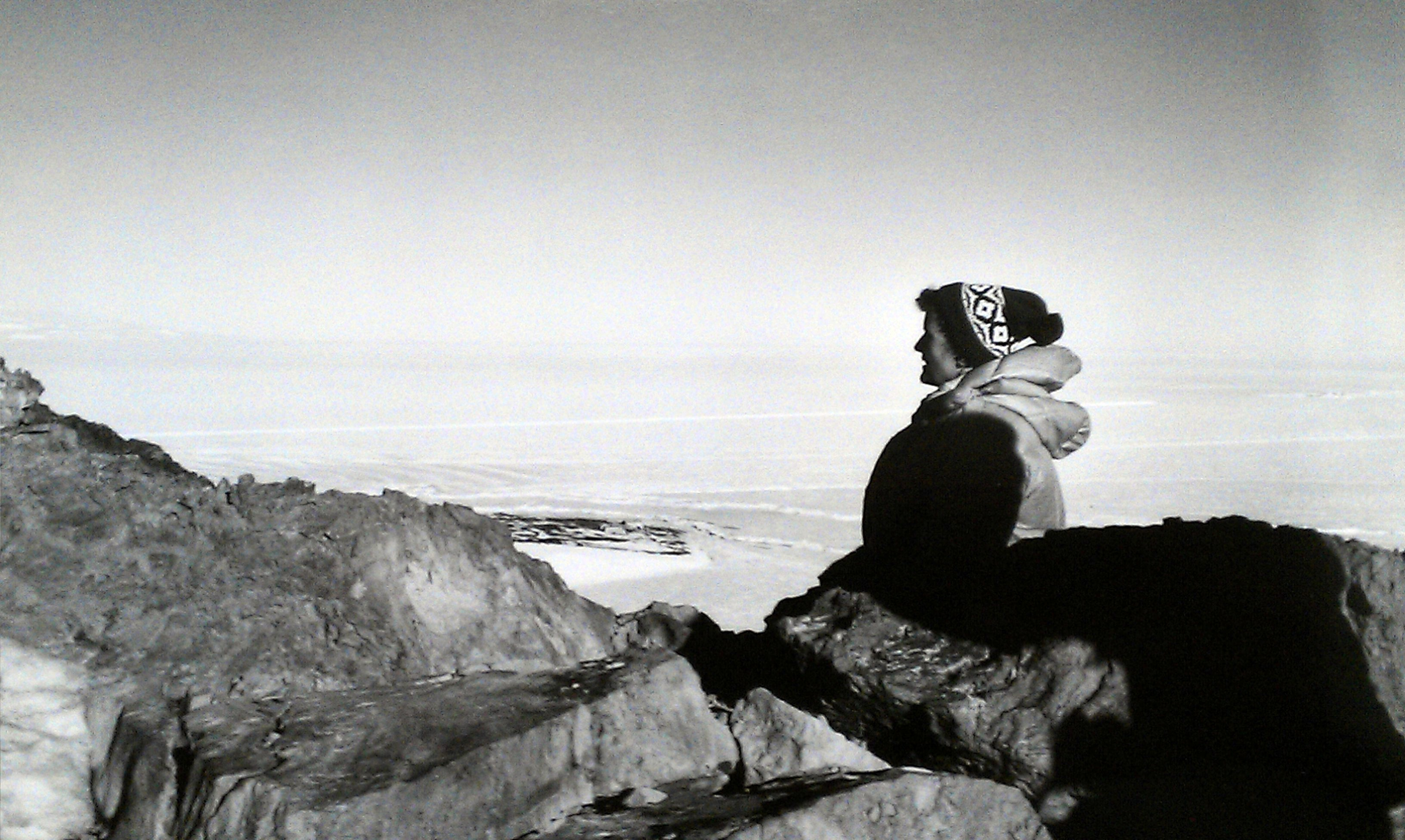
Ursula B. Marvin en Antarctique.

Après la Seconde Guerre mondiale, elle a déménagé à Chicago, où elle était associée de recherche à l'université de Chicago, travaillant avec Julian Goldsmith. Elle a été brièvement mariée à Lloyd Chaisson, un étudiant en médecine dentaire à l'université de Chicago.
Elle est ensuite retournée à Harvard pour travailler sur son doctorat en géologie. À Harvard, elle a travaillé aux côtés de son deuxième mari, Thomas Crockett Marvin (du 28 juin 1916 à 1er juillet 2012), qu'elle a épousé en 1952. Ils ont prospecté des gisements de minerai au Brésil et en Angola à partir de 1953. Après son retour à aux États-Unis en 1958, elle a enseigné la minéralogie à Tufts pendant deux ans avant de se voir proposer un emploi de recherche sur les météorites à Harvard. Elle a été nommée à un poste de recherche permanent au Smithsonian Astrophysical Observatory en 1961 et a obtenu un doctorat. en géologie de Harvard en 1969.
Elle est l'auteur du livre de 1973 : Continental Drift: Evolution of a Concept et est l'auteur de plus de 160 articles de recherche. Ses principales contributions à la science planétaire se sont concentrées sur l'étude des météorites et des échantillons lunaires. Ses publications incluent l'analyse des produits d'oxydation de Spoutnik 4 pour déterminer l'altération minéralogique au cours du temps d'exposition avec des applications aux météorites ferreuses. Elle a également participé à de nombreuses études sur les échantillons renvoyés des programmes lunaires américains et russes, y compris ceux des missions spatiales Apollo 12, Apollo 15, Apollo 16, et de Luna 16 et Luna 20.
Elle s'est rendue en Antarctique pour trois des premières enquêtes ANSMET et a analysé la première météorite lunaire, Allan Hills A81005 (en). Elle fut la première femme de l'équipe américaine qui y mena des recherches. En raison de ses contributions à la recherche en Antarctique, une petite montagne sur la calotte glaciaire porte son nom, Marvin Nunatak.
Elle a été administratrice de l'université Tufts de 1975 à 1985 et administratrice émérite de l'université.

## Prix et récompenses
- 1997 : Prix pour l'ensemble de sa carrière décerné par Women in Science and Engineering.
- 1986 : Prix d'histoire de la géologie, Société américaine de géologie
- 2005, Médaille Sue Tyler Friedman (en)
- 2012, Prix de service, Meteoritical Society
- Marvin Nunatak de l'Antarctique est nommé en son honneur.
- L'astéroïde (4309) Marvin est nommé en son honneur.
- Le cratère Marvin (en), situé près du pôle sud de la Lune, est nommé en son honneur.